# Sergueï Kissel
Sergueï Alexandrovitch Kissel (en russe : Сергей Александрович Кисель), né le 27 mars 1971 à Kyzylorda, est un officier de l'Armée de terre russe, commandant de la 1re armée de chars de la Garde depuis avril 2018, lieutenant-général depuis 2020.

## Biographie
Sergueï Kissel est diplômé de l'École supérieure de commandement des chars de Tachkent en 1993, de l'Académie des Forces armées de la fédération de Russie en 2002 et de l'académie d'état-major des Forces armées de la fédération de Russie en 2016.
Il passe de commandant d'un peloton de chars au rang de commandant de la 19e brigade de fusiliers motorisés (2010-2014). De 2016 à 2018, il est chef d'état-major et premier commandant adjoint de la 20e armée de la Garde.
Il est promu major-général en juin 2013.
En avril 2018, il est nommé commandant de la 1re armée de chars de la Garde.
Par décret du président de la Russie en date du 20 février 2020, il reçoit le grade militaire de lieutenant-général.
Le 19 mai 2022, le ministère de la Défense britannique annonce qu'il a été suspendu pour son incapacité à capturer Kharkiv durant ses dernières semaines.

## Remarques
1. ↑   Указ Президента Российской Федерации от 20.02.2020 № 143 «О присвоении воинских званий высших офицеров, специальных званий высшего начальствующего состава и высшего специального звания»
2. ↑  Начальником штаба 20-й гвардейской общевойсковой армии назначен Сергей Кисель
3. ↑  « Генерал-майор Сергей Кисель возглавил Первую гвардейскую танковую армию ЗВО », ТАСС (consulté le 2 mars 2019)
4. ↑  (en) ministère de la Défense britannique, « Latest Defence Intelligence update on the situation in Ukraine - 19 May 2022 » (consulté le 19 mai 2022).